# Constant Tourné
Constant „Stan“ Tourné (født 30. december 1955 i Willebroek) er en belgisk forhenværende cykelrytter. Hans foretrukne disciplin var banecykling, hvor han har vundet blandt andet guldmedaljer ved EM og VM.
Han stillede til start i 176 seksdagesløb, hvor af han vandt de syv. 21 gange endte han på andenpladsen, hvor Københavns seksdagesløb i 1992 med makker Etienne De Wilde er én af dem.